# Урикани
Урикани (рум. Uricani) — город в Румынии в составе жудеца Хунедоара.

## История
На этих землях существовали деревни Хобица и Урик, упоминаемые ещё в документе 1473 года. В 1888 году они были объединены в коммуну, которую называли Хобица-Урикани или Урикани-Хобицени. В 1920 году слившиеся деревни получили официальное название Урикани, а в 1965 году населённый пункт получил статус города.